# Plioszaurusz-félék

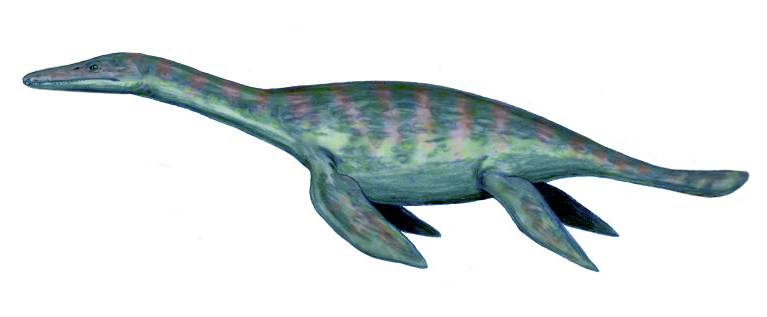
Macroplata

A plioszaurusz-félék (Pliosauridae) a plezioszauruszok rendjének egy családja.

## Rendszerezés
- †Pliosauridae Seeley, 1874 sensu O'Keefe, 2001
  - ? †Plesiopleurodon Carpenter, 1996
  - ? †Polyptychodon Non Owen, 1841
  - ? †Maresaurus Gasparini, 1997
  - †Macroplata Swinton, 1930
  - †Hauffiosaurus O’Keefe, 2001
  - †Kronosaurus Longman, 1924
  - †Peloneustes Lydekker, 1889
  - †Liopleurodon Sauvage, 1873
  - †Brachauchenius Williston, 1903
  - †Pliosaurus Owen, 1841